# Phygadeuon zonatus
Phygadeuon zonatus là một loài tò vò trong họ Ichneumonidae.